# Йохан Непомук Ернст фон Харах-Рорау-Танхаузен
Йохан Непомук Ернст фон Харах-Рорау и Танхаузен (на немски: Johann Nepomuk Ernst Graf von Harrach zu Rohrau und Thannhausen; * 17 май 1756; † 11 април 1829) от старата австрийска фамилия фон Харах, е граф на Харах-Рорау и Танхаузен (в Щирия), „маьорат“ на младата линия на фамилията му и хуманист.

## Живот
Той е големият син на граф Ернст Гуидо фон Харах-Рорау-Танхаузен (1723 – 1783) и съпругата му графиня Мария Йозефа Анна Барбара фон Дитрихщайн-Николсбург (1736 – 1799), дъщеря на 6. княз Карл Максимилиан фон Дитрихщайн (1702 – 1784) и графиня Мария Анна Йозефа фон Кефенхюлер-Айхелберг (1705 – 1764). Внук е на дипломата граф Фридрих Август фон Харах-Рорау (1696 – 1749) и принцеса Мария Елеонора Каролина фон Лихтенщайн (1703 – 1757). Брат е на граф Ернст Кристоф фон Харах-Рорау-Танхаузен (1757 – 1838), императорски и кралски кемерер, Др. Карл Боромеус фон Харах-Рорау и Танхаузен (1761 – 1829) и граф Фердинанд Йозеф фон Харах-Рорау и Танхаузен (1763 – 1841).
Йохан Непомук Ернст се жени на 29 януари 1782 г. за принцеса Мария Йозефа фон Лихтенщайн (* 6 декември 1763; † 23 септември 1833, Виена), дама на „Ордена Щернкройц“ и дворна дама, дъщеря на фелдмаршал княз Карл Боромеус фон Лихтенщайн (* 29 септември 1730, Виена; † 21 февруари 1789, Виена) и принцеса Мария Елеонора фон Йотинген-Йотинген и Йотинген-Шпилберг, херцогиня Лори (* 7 юли 1745, Йотинген; † 26 ноември 1812, Виена). Те нямат деца.
Йохан Непомук Ернст последва през 1783 г. баща си като шеф на младата линия. Той е колекционер на старо изкуство, хуманист, помага на икономиката.
- Дворец Рорау в Долна Австрия
- Дворец Танхаузен в Щирия